# Get Back
"Get Back" là ca khúc được thu âm bởi ban nhạc The Beatles, phát hành dưới dạng đĩa đơn ngày 11 tháng 4 năm 1969 dưới tên "The Beatles cùng Billy Preston". Một bản phối khác của ca khúc sau này được đưa vào album cuối cùng của nhóm, Let It Be (1970). Ấn bản đĩa đơn sau này được tái bản dưới định dạng CD trong album tuyển tập Past Masters.
Đĩa đơn đạt vị trí quán quân tại Anh, Mỹ, Ireland, Canada, New Zealand, Úc, Pháp, Tây Đức và Mexico. Đây cũng là đĩa đơn duy nhất của The Beatles được ghi dưới tên một nghệ sĩ khác theo yêu cầu của ho. "Get Back" cũng là đĩa đơn đầu tiên của ban nhạc được phát hành ở định dạng stereo tại Mỹ. Ở Anh, tất cả các đĩa đơn của The Beatles vẫn được phát ở định dạng mono cho tới tận đĩa đơn tiếp theo của họ, "The Ballad of John and Yoko".

## Thành phần tham gia sản xuất
- Paul McCartney – hát chính, bass.
- John Lennon – lead guitar, hát bè.
- George Harrison – guitar nền.
- Ringo Starr – trống.
- Billy Preston – piano điện tử.